# Giorgio Ravegnani
Pour les articles homonymes, voir Ravegnani.
Giorgio Ravegnani (né en 1948 à Milan) est un historien italien, professeur d'histoire byzantine à l'université « Ca' Foscari » de Venise. 

## Publications sélectives
- Castelli e città fortificate nel VI secolo, Edizioni del Girasole, Ravenne, 1983.
- La corte di Bisanzio, Edizioni Essegi, Ravenne, 1984.
- Soldati di Bisanzio in età giustinianea, Jouvence, Rome, 1988.
- Giustiniano, Giunti & Lisciani, Teramo, 1993.
- I trattati con Bisanzio 992-1285, (2 vol., avec Marco Pozza), Il Cardo, Venise, 1993-1996.
- I bizantini e la guerra. L'età di Giustiniano, Jouvence, Rome, 2004.
- La storia di Bisanzio, Jouvence, Rome, 2004.
- I bizantini in Italia, Il Mulino, Bologne, 2004.
- Bisanzio e Venezia, Il Mulino, Bologne, 2006.
- Introduzione alla storia bizantina, Il Mulino, Bologne, 2006.
- Imperatori di Bisanzio, Il Mulino, Bologne, 2008.
- Soldati e guerre a Bisanzio : il secolo di Giustiniano, Il Mulino, Bologne, 2009.
- Bisanzio e le crociate, Il Mulino, Bologne, 2011.
- Gli esarchi d'Italia, Aracne Editrice, Rome, 2011.
- La caduta dell'impero romano, Il Mulino, Bologne, 2012.
- Il doge di Venezia, Il Mulino, Bologne, 2013.
- La vita quotidiana alla fine del mondo antico, Il Mulino, Bologne, 2015.
- Teodora : la cortigiana che regnò sul trono di Bisanzio, Salerno Editrice, Rome, 2016.
- Andare per l'Italia bizantina, Il Mulino, Bologne, 2016.
- Il traditore di Venezia : vita di Marino Falier doge, Laterza, Bari, 2017.
- Galla Placidia, Il Mulino, Bologne, 2017.